# Tony Christopher, Baron Christopher
Anthony Martin Grosvenor Christopher, Baron Christopher CBE, FRSA (* 25. April 1925) ist ein britischer Geschäftsmann, Politiker (Labour Party) und als Life Peer Mitglied des House of Lords.
Christopher besuchte die Grammar School in Cheltenham, Gloucestershire, und das Westminster College of Commerce in London. Von 1944 bis 1948 diente er in der Royal Air Force. 1957 begann er seine Karriere bei der Finanzverwaltung, zuletzt als Generalsekretär. Zwischen 1974 und 1980 gehörte er dem Steuerreform-Komitee an, 1988/89 war er Präsident des Trades Union Congress. Von 1983 bis 2007 gehörte Christopher der International Confederation of Free Trades Unions an. 1984 wurde er als Commander des Order of the British Empire ausgezeichnet. 1989 wurde er als Fellow in die Royal Society of Arts aufgenommen. 1998 wurde er als Baron Christopher, of Leckhampton in the County of Gloucestershire, zum Life Peer erhoben. Im Oberhaus gehörte er zwischen 1989 und 1994 dem Medical Council und der Prüfungskommission an, im Anschluss und bis 1997 der Rundfunkbeschwerdekommission. Christopher ist als politischer und PR-Berater tätig. Er ist seit 1962 mit Adela Joy Thompson verheiratet. Seit dem 22. März 2021 ist er vom House of Lords beurlaubt.

## Werke
Christopher wirkte als Coautor an folgenden Büchern mit:
- Policy for Poverty. Institute of Economic Affairs, London 1970, ISBN 0-255-27608-7.
- Frank Field (Hrsg.): The Wealth Report. Routledge and Kegan Paul, London 1979, ISBN 0-7100-0164-9.
- Frank Field (Hrsg.): The Wealth Report 2. Routledge and Kegan Paul, London 1983, ISBN 0-7100-9452-3.